# Benutzergruppe
Eine Benutzergruppe ist die Gruppierung mehrerer Benutzer einer EDV-Anwendung mit dem Ziel, ihre Berechtigungen zur Nutzung einzelner Funktionen der Software strukturiert zu verwalten. 
Insbesondere bei komplexen EDV-Systemen ist eine standardisierte Nutzungsrecht-Zuteilung an Anwender wichtig, um Arbeitsabläufe und Geschäftslogiken abbilden zu können. Dabei ist es oft möglich und sinnvoll, dass ein Benutzer mehreren Benutzergruppen angehört. Die Verbindung zwischen dem informationstechnischen Konzept der Benutzergruppen und der praktisch-organisatorischen Ebene wird durch das Konzept von funktionsorientierten Benutzerrollen hergestellt.
Die konsequente Anwendung von Benutzergruppen und mit ihnen verbundenen Rechten beugt auch Missbrauch vor. 